# Жорегиберри, Жан-Бернар
Жан-Бернар Жорегиберри (фр. Jean Bernard Jauréguiberry; 26 августа 1815, Байонна — 21 октября 1887, Париж) — французский адмирал, государственный деятель.
С 1831 года на службе во флоте. Участвовал в Крымской и Китайской и Вьетнамской кампаниях. В 1859—1860 годах был исполняющим обязанности военного губернатора Кохинхины. 
Во время франко-прусской войны 1870—1871 годов командовал 1-й дивизией 16-го армейского корпуса Луарской армии, с 5 декабря 1870 года — 16-м армейским корпусом Луарской армии.
Был членом Национального собрания, потом сенатором. В кабинетах Ваддингтона (1879—1880) и Фрейсине (1882—1883) стоял во главе морского министерства.
Награды
- Орден Почётного легиона
  - Большой крест (14 января 1879)
  - Великий офицер (17 ноября 1870)
  - Командор (10 августа 1861)